# 呼德
呼德（阿拉伯语：‎）是伊斯蘭教的先知。《古蘭經》第十一個蘇拉即名為〈呼德〉，雖然呼德在此章中所說的話並不多（古蘭經 11：50－60）。一些穆斯林相信呼德活了大約150歲，大約在西元前2400年左右領受真主的啟示，成為一名先知。

## 呼德的故事
《古蘭經》說真主派遣呼德前往警告阿德人，即有高柱的伊賴姆人。
雖然《古蘭經》並未提及呼德在努哈（挪亞）之後多久才誕生，但根據世俗的歷史研究（非根據《古蘭經》和《聖訓》），呼德在努哈五代之後才出生。呼德即是《聖經》的希伯，但這也只是根據七十士譯本的記載。呼德時代的人們全然忘記先人所遭遇的大洪水，還崇拜以石頭刻成的偶像。人們不理會呼德的警告與告誡，仍舊依然故我。真主以旱災襲擊他們。儘管旱災後來結束，人們仍然不悔改，因此被真主以強烈的風暴摧毀。在此風暴中，只有呼德和少數服從真主的人生還。
呼德的墳墓有好幾個可能的地點，最受矚目的就是位於葉門哈德拉毛的一個廢棄村莊。

## 外部連結
- （英文） 呼德的故事（页面存档备份，存于）